# Bíró István (jezsuita)
Bíró István (lécfalvai) (Kolozsvár, 1724. április 15. – Kolozsvár, 1782) jezsuita rendi tanár.

## Élete
Nemes székely szülőktől származott; a humaniórák és bölcseleti tudományok végeztével 1737-ben a rendbe lépett és Bécsben töltötte próbaéveit; azután Kassán, Nagyszombatban, Budán, utóbb ismét Kassán és Kolozsvárott prédikált és tanított. A rend föloszlatása után az utóbbi helyen maradt, az 1777-ig tartó átmeneti korszakban ő kezelte a kolozsvári tanintézet könyvtárát. Újabb kutatások szerint a Faludi Ferencnek tulajdonított Tavaszi üdő című vers az ő műve.

## Munkái
- De arte amicitiae parandae. conservandae ac dimittendae libri tres. Viennae 1738 (és Kolozsvár, 1750)
- Panegyricus d. Franc. Xaver. Tyrnaviae, 1752
- Panegyricus s. Francisci de Paula. Cassoviae, 1763
- Excell. ac illustr. comes Ant. Csáky… laudatione funebri celebratus. Cassoviae, 1764
- Eucharistichon elegiacis versibus et recuperatam valetudinem ad d. Aloysium. Claudiopoli, 1771
- Geniale carmen honoribus comitis Georgii Bánffi. Uo. 1774
- Ode ad Josephum II. Uo. 1775
- Canticum… Lad. a com. Kollonich episcopo Transilvaniae decantatum. Uo. 1777
- Carmen votivum de s. Aloysio. Uo. 1780
- Opus aestheticum Angeli in carne et hominis coelestis d. Aloysii honoribus dedicatum. Uo. 1780
- Laudatio funebris M. Theresiae. Cibinii, 1781
- Geniale carmen decantatum in solemni inauguratione dni Joan. Theophili Delpini. Hely és év n.

Kézirata: Epistolarum libri tres ad Joannem com. Lazar cum actuario eiusdem adjecto. Viennae, 1773. 4r. 156. lap, amely a gyulafehérvári Batthyány-könyvtárba került.